# Rheinhöhenweg

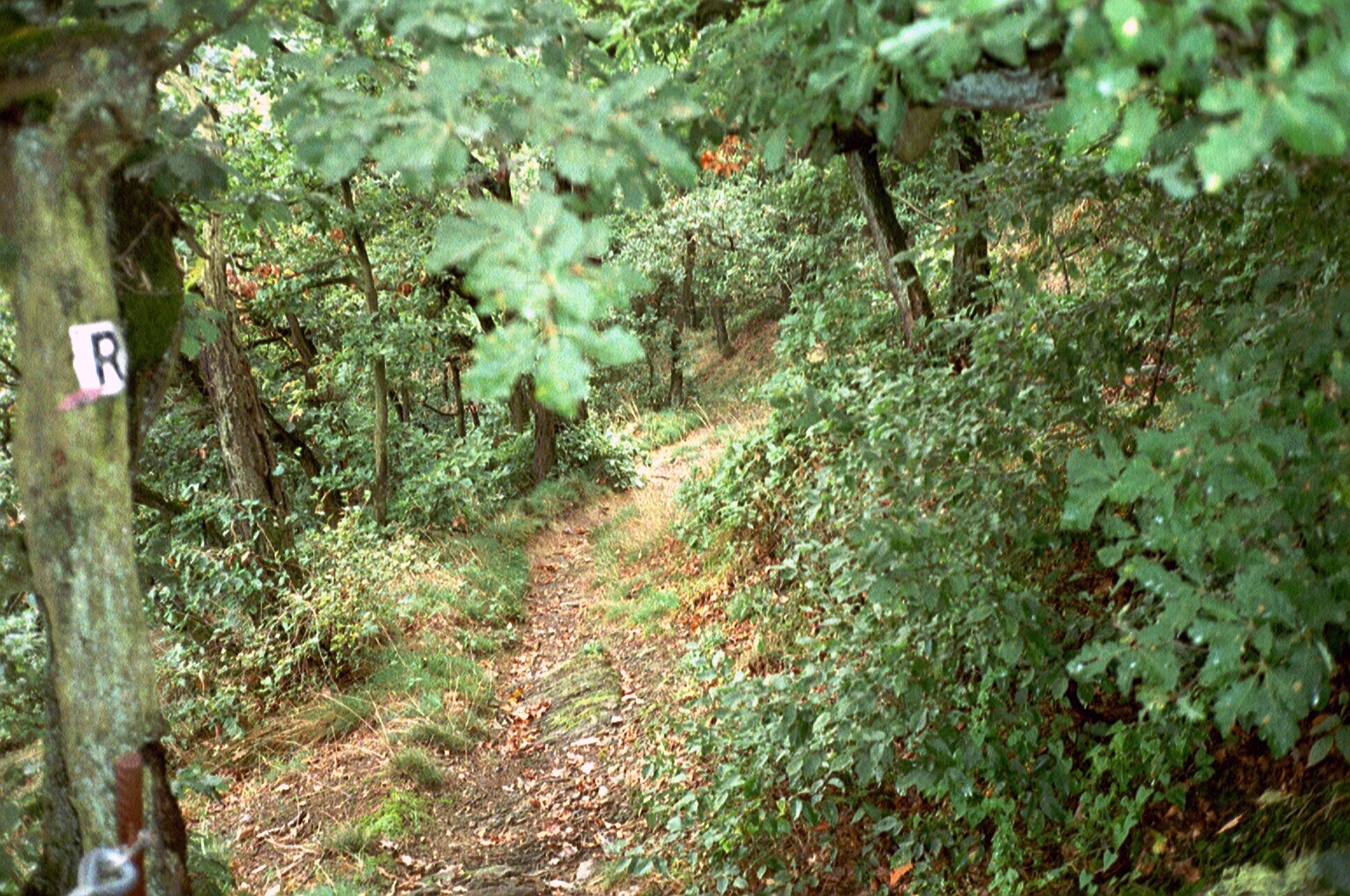
Rheinhöhenweg

Il Rheinhöhenweg è un sentiero sulle alture della valle del Reno, da Bonn fino all'Alto Reno. Ha una lunghezza complessiva di circa 530 km.